# Jacques Griffe
Jacques Griffe (* 29. November 1909 in Conques-sur-Orbiel, Département Aude; † 24. Juni 1996 in Villesiscle) war ein französischer Modeschöpfer und  Kostümbildner.

## Leben
Griffe wurde in den 1930er Jahren von Madeleine Vionnet unterrichtet. Er gehörte zu den Grand couturiers des Landes und stattete in den 1950er Jahren Kino- und Theaterproduktionen mit Kostümen aus. Dazu gehörte der Film Angst mit Ingrid Bergman. 1968 trat Griffe in den Ruhestand.

## Ausstellungen
- 1945–1977 Elégance and Création
- 1977 Musée de la Mode et du Costume, Palais Galliera, Paris

## Arbeiten in Sammlungen
- Costume Institute of the Metropolitan Museum of Art, New York
- Fashion Institute of Technology, New York
- Musée de la Mode et du Costume, Palais Galliera, Paris.

## Filmografie
- 1949 Le Coeur sur la main
- 1949: Der Mann vom Eiffelturm (The Man on the Eiffel-Tower)
- 1951 Gibier de potence
- 1952 Monsieur Taxi
- 1953 Les Amants de minuit
- 1953 L’Esclave
- 1954 La Peur (Angst)